# Gail Edwards
Gail June Edwards, född 27 september 1952 i Coral Gables, Florida, är en amerikansk tidigare skådespelerska. Hon är mest känd för sina roller som Dot Higgins i ABC-serien It's a Living, Sharon LeMeure i NBC-serien Blossom och Vicky Larson i ABC-serien Huset fullt (Full House).